# Seven de Australia 2009
El Seven de Australia de 2009 fue la sexta edición del torneo australiano de rugby 7, fue el sexto torneo de la temporada 2008-09 de la Serie Mundial Masculina de Rugby 7.
Se disputó en la instalaciones del Adelaide Oval de Adelaide.

## Fase de grupos

### Grupo A
| Equipo     | Encuentros | Encuentros | Encuentros | Encuentros | Tantos  | Tantos    | Tantos     | Puntos |
| Equipo     | jugados    | ganados    | empatados  | perdidos   | a favor | en contra | diferencia | Puntos |
| ---------- | ---------- | ---------- | ---------- | ---------- | ------- | --------- | ---------- | ------ |
| Australia  | 3          | 3          | 0          | 0          | 78      | 41        | +37        | 9      |
| Inglaterra | 3          | 1          | 1          | 1          | 70      | 45        | +25        | 6      |
| Samoa      | 3          | 1          | 1          | 1          | 69      | 55        | +14        | 6      |
| Portugal   | 3          | 0          | 0          | 3          | 10      | 86        | -76        | 3      |

Nota: Se otorgan 3 puntos al equipo que gane un partido, 2 al que empate y 1 al que pierda

### Grupo B
| Equipo    | Encuentros | Encuentros | Encuentros | Encuentros | Tantos  | Tantos    | Tantos     | Puntos |
| Equipo    | jugados    | ganados    | empatados  | perdidos   | a favor | en contra | diferencia | Puntos |
| --------- | ---------- | ---------- | ---------- | ---------- | ------- | --------- | ---------- | ------ |
| Fiyi      | 3          | 3          | 0          | 0          | 80      | 38        | +42        | 9      |
| Argentina | 3          | 2          | 0          | 1          | 47      | 40        | +7         | 7      |
| Francia   | 3          | 1          | 0          | 2          | 41      | 47        | -6         | 5      |
| Escocia   | 3          | 0          | 0          | 3          | 26      | 69        | -43        | 3      |

### Grupo C
| Equipo         | Encuentros | Encuentros | Encuentros | Encuentros | Tantos  | Tantos    | Tantos     | Puntos |
| Equipo         | jugados    | ganados    | empatados  | perdidos   | a favor | en contra | diferencia | Puntos |
| -------------- | ---------- | ---------- | ---------- | ---------- | ------- | --------- | ---------- | ------ |
| Nueva Zelanda  | 3          | 3          | 0          | 0          | 84      | 15        | +69        | 9      |
| Gales          | 3          | 1          | 0          | 2          | 53      | 67        | -14        | 5      |
| Estados Unidos | 3          | 1          | 0          | 2          | 39      | 65        | -26        | 5      |
| Tonga          | 3          | 1          | 0          | 2          | 40      | 69        | -29        | 5      |

### Grupo D
| Equipo     | Encuentros | Encuentros | Encuentros | Encuentros | Tantos  | Tantos    | Tantos     | Puntos |
| Equipo     | jugados    | ganados    | empatados  | perdidos   | a favor | en contra | diferencia | Puntos |
| ---------- | ---------- | ---------- | ---------- | ---------- | ------- | --------- | ---------- | ------ |
| Kenia      | 3          | 3          | 0          | 0          | 54      | 19        | +35        | 9      |
| Sudáfrica  | 3          | 2          | 0          | 1          | 85      | 22        | +63        | 7      |
| Japón      | 3          | 1          | 0          | 2          | 25      | 67        | -42        | 5      |
| Islas Cook | 3          | 0          | 0          | 3          | 19      | 75        | -56        | 3      |

## Fase Final

### Cuartos de final
| 5 de abril | Australia | 5 - 12 | Argentina |  |  |

| 5 de abril | Kenia | 33 - 14 | Gales |  |  |

| 5 de abril | Nueva Zelanda | 0 - 17 | Sudáfrica |  |  |

| 5 de abril | Fiyi | 40 - 0 | Inglaterra |  |  |

### Semifinal
| 5 de abril | Argentina | 5 - 17 | Kenia |  |  |

| 5 de abril | Sudáfrica | 21 - 10 | Fiyi |  |  |

### Final
| 5 de abril | Kenia | 7 - 26 | Sudáfrica |  |  |

| Bandera de Sudáfrica   |
| Campeón Sudáfrica      |
| 3º título del circuito |